# Vădeni, Brăila
Vădeni là một xã thuộc hạt Brăila, România. Dân số thời điểm năm 2002 là 4235 người.